# Charles-Joseph Damidaux
Charles-Joseph Damidaux, francoski general, * 1891, † 1980.